# Palaty
Palaty – wieś w Polsce położona w województwie wielkopolskim, w powiecie ostrzeszowskim, w gminie Grabów nad Prosną.
W latach 1975–1998 miejscowość administracyjnie należała do województwa kaliskiego.
Częścią wsi jest Podgrabów.
Liczba mieszkańców w roku 2011 wynosiła 502 osoby.